# زمان چین
با وجود اینکه چین دارای یک زمان استاندارد واحد یوتی‌سی ۸:۰۰+ (هشت ساعت جلوتر از ساعت هماهنگ جهانی) می‌باشد، اما دارای ۵ منطقه زمانی جغرافیایی نیز است. زمان استاندارد رسمی ملی چین، به‌طور محلی زمان پکن و به‌طور بین‌المللی، زمان استاندارد چین نامیده می‌شود. از سال ۱۹۹۱، زمان روشنایی روز در تنظیم زمان رسمی کشور اعمال نمی‌شود.

## تاریخچه
تا سال ۱۹۱۳، استاندارد ساعت رسمی برای کل سرزمین چین برگرفته از وضعیت ظاهری خورشید در شهر پکن بود. از سال ۱۹۱۴، دولت جمهوری چین شروع به پذیرفتن زمان متوسط خورشیدی محلی پکن به عنوان استاندارد ساعت رسمی کرد. تا سال ۱۹۱۸، پنج منطقه زمانی استاندارد توسط رصدخانه مرکزی بییانگ پیشنهاد شده بود؛ که عبارت بودند از کونلون (UTC+05:30)، سین‌کیانگ-تبت (UTC+06:00) و کانسو-سیچوآن (UTC+). 07:00)، چونگ‌یوآن (UTC+08:00) و چانگپای (UTC+08:30).
پس از شکست دولت جمهوری چین (بییانگ) در سال ۱۹۲۸، مأموریت رصدخانه مرکزی به نانجینگ منتقل شد و استاندارد زمان مورد استفاده برای ساخت تقویم سنتی چینی از زمان متوسط خورشیدی پکن به UTC+08:00 تغییر یافت.
در دهه ۱۹۳۰، پنج منطقه زمانی پیشنهاد شده ساعات خاص خود را به صورت کامل اعمال نکردند و در نتیجه هرج و مرج به وجود آمد. در ۹ مارس ۱۹۳۹، وزارت کشور کنفرانس استاندارد زمانی را در چونگ‌چینگ ترتیب داد و در آنجا تصمیم گرفته شد که پیشنهاد پنج منطقه زمانی با تغییرات جزئی در مرزهای پیشین خود، از اول ژوئن اجرایی شود، اما همچنین تصمیم گرفته شد که کل کشور طی جنگ دوم چین و ژاپن که در آن زمان آغاز شده بود، از زمان کانسو-سچوآن (UTC+07:00) استفاده کنند. پس از پایان جنگ و قدرت یافتن حزب کمونیست چین، تنها سین‌کیانگ-تبت زمان خاص خود را مورد استفاده قرار داد و دیگر مناطق پنج‌گانه تصمیم گرفتند ساعت واحدی را به کار گیرند. زمان سرزمین تبت چندین بار میان ساعت پکن و سین‌کیانگ تغییر کرد تا نهایتاً استاندارد پکن به صورت کامل اعمال گردید. چینی‌ها همچنین میان سال‌های ۱۹۴۵ تا ۱۹۴۸, و مجدداً ۱۹۸۶ تا ۱۹۹۱ از ساعت تابستانی استفاده کردند.
در سال ۱۹۴۹ به دستور رئیس حزب کمونیست، مائو تسه تونگ، جمهوری خلق چین یک منطقه زمانی واحد را اتخاذ کرد تا کشور را متحد کند و برنامه کاری مشترکی فراهم کند. چین امروزه با مساحت ۹٫۳۸ میلیون کیلومتر مربع (۳٫۶۲ میلیون مایل مربع) پهناورترین کشوری است که در سراسر آن تنها یک منطقه زمانی رعایت می‌شود؛ در حالی که وقتی در پکن نیمه شب است، خورشید تازه در سین‌کیانگ - در غربی‌ترین بخش کشور - غروب می‌کند. چین به عنوان «بزرگ‌ترین کشوری که ناحیه زمانی واحد دارد»، در رکوردهای جهانی گینس نیز ثبت شده‌است.

## مناطق خاص
نواحی خاصی از چین دارای امور زمانی مخصوص به خود می‌باشند. هنگ کنگ و ماکائو پس از بازگشت به چین از سال ۱۹۹۲، زمان استاندارد خود را رسماً حفظ کرده‌اند که البته عملاً با ساعت پکن یکسان است.
همچنین، استاندارد زمانی دیگری در سین‌کیانگ (یوتی‌سی ۰۶:۰۰+) استفاده می‌شود که ۲ ساعت از زمان پکن عقب‌تر است و زمان اورومچی یا زمان شینجیانگ خوانده می‌شود.  برخی افراد محلی در سین‌کیانگ از دو ساعت پکن و سین‌کیانگ در کنار هم استفاده می‌کنند. اغلب ترک‌ها و قزاق‌ها از ساعت محلی سین‌کیانگ و چینی‌ها از ساعت پکن استفاده می‌کنند ولی این دوگانگی، به خصوص هنگامی که گفتگو بین دو نژاد باشد، گیج‌کننده و مشکل‌آفرین است.